# Demba Sow
Demba Sow (* 3. Juli 1993 in Le Havre) ist ein mauretanischer ehemaliger Fußballspieler.

## Karriere

### Verein
Demba Sow spielte von 2011 bis 2014 bei Le Havre AC, kam dort in dessen erste Mannschaft jedoch nie zum Einsatz. Für die zweite Mannschaft kam er 21-mal zum Einsatz und erzielte zwei Tore. Anschließend wechselte er zu ESM Gonfreville. Nach weiteren Stationen bei unterklassigen Vereinen ist seit 2018 kein Verein nachweisbar.

### Nationalmannschaft
Seit 2013 spielt Sow für die mauretanische Nationalmannschaft. Sein Debüt gab er am 8. September 2013 im Rahmen eines Freundschaftsspiels gegen Kanada, das Spiel endete torlos (0:0). Bei der Qualifikation zu der Afrikameisterschaft 2015 erzielte er bei einem 2:0-Auswärtssieg gegen Mauritius sein erstes Länderspieltor.